# Orio Litta
Orio Litta (Vori in dialetto lodigiano) è un comune italiano di 2 065 abitanti della provincia di Lodi in Lombardia.

## Storia
Di origine romana (infatti veniva usato come stalla e granaio sulla Mantovana per rifocillare i viandanti di quella strada), Orio Litta sorse su un territorio paludoso bonificato grazie ai Benedettini di San Pietro in Lodi Vecchio a partire dall'885.
Fu coinvolta nelle lotte tra i comuni lombardi e l'impero. Divenuta feudo dei Lampugnani (1375), passò in mano a varie famiglie, fino ad arrivare ai Cavazzi che, nel 1700, portarono il paese a grande splendore. In età napoleonica (1809-16) al comune di Orio furono aggregate Cantonale e Corte Sant'Andrea, ridivenute autonome con la costituzione del Regno Lombardo-Veneto.
Nel 1863 Orio assunse il nome ufficiale di Orio Litta, per distinguersi da altre località omonime. Il nome deriva probabilmente da "horreum" o "hordeum", termini legati al grano (infatti indica il granaio), e dalla famiglia Litta.

### Simboli
Lo stemma è stato concesso con regio decreto dell'8 luglio 1937.
Il gonfalone è un drappo di azzurro.

## Monumenti e luoghi d'interesse
Da ricordare :
- la magnifica e imponente Villa Litta Carini, in stile tardobarocco, ora restaurata e aperta alle visite guidate;
- la parrocchiale di San Giovanni Battista;
- la Grangia Benedettina che fu un insediamento benedettino prima del Mille e in seguito cascina dei Benedettini di San Pietro di Laus. Elemento di spicco è la sua torre, dove si trovano due stanzette su due piani con quattro lettini a disposizione dei pellegrini che percorrono la via Francigena.

Dal secondo piano della torre, il viandante può godere del tramonto sulla bassura del Lambro, con vista sull’argine, in un ambiente che trasuda storia.

## Società

### Evoluzione demografica
Abitanti censiti

### Etnie e minoranze straniere
Al 31 dicembre 2008 gli stranieri residenti nel comune di Orio Litta in totale sono 221, pari all'11,07% della popolazione. Tra le nazionalità più rappresentate troviamo:
| Paese   | Popolazione (2008) |
| ------- | ------------------ |
| Egitto  | 51                 |
| Albania | 37                 |
| Romania | 33                 |
| India   | 26                 |
| Marocco | 24                 |

## Economia
L'economia di Orio Litta si basa sull'agricoltura (cereali, foraggi e allevamenti bovini) e conta anche imprese artigianali e commerciali.
La presenza dell´industria, una volta abbastanza attiva in loco, si è ora assai ridotta.
La forza lavoro non è quindi interamente assorbita dalle attività locali e si assiste perciò al fenomeno del pendolarismo.

## Infrastrutture e trasporti

### Trasporti

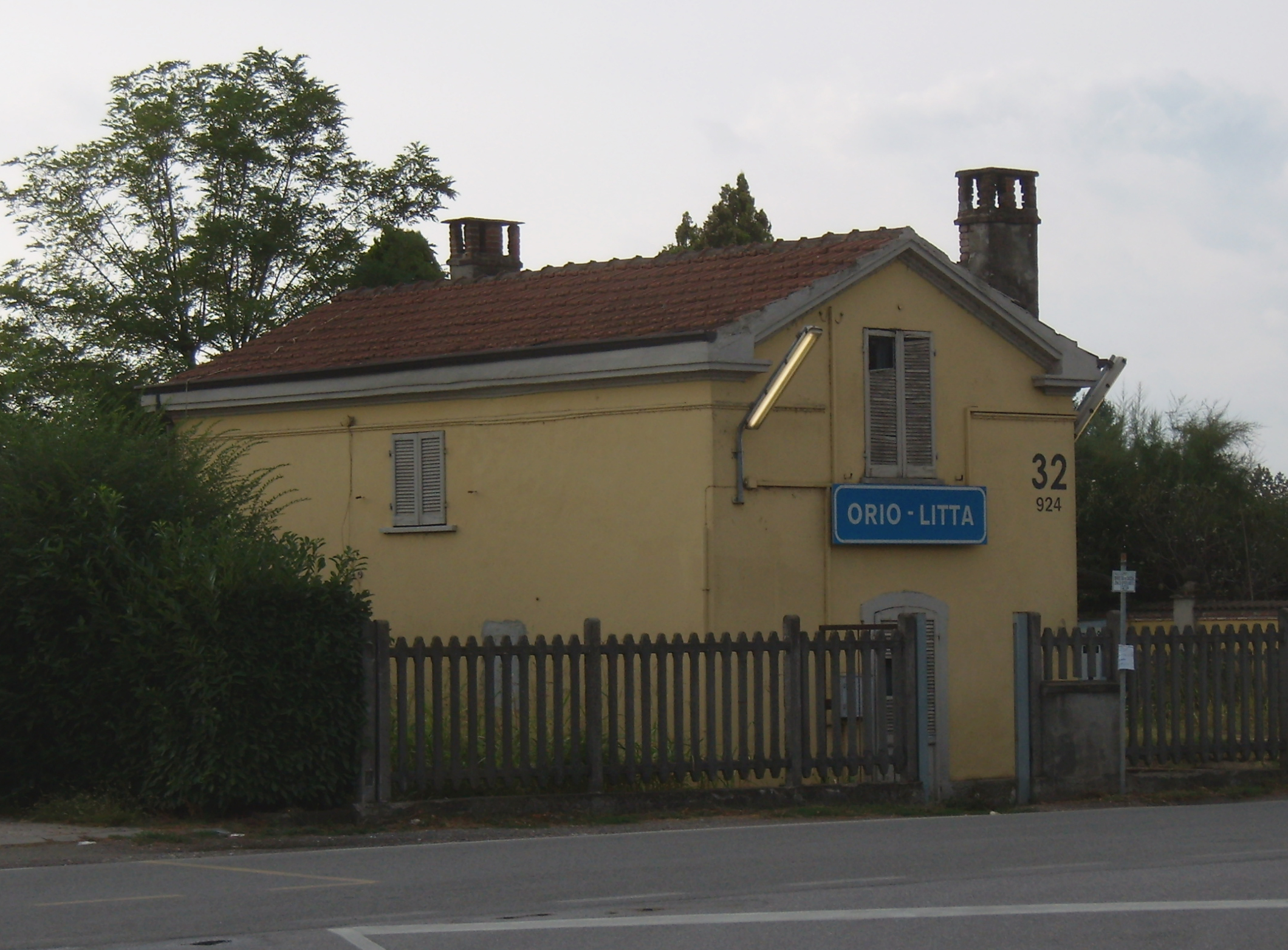
La fermata ferroviaria

Il paese è servito da una fermata ferroviaria posta sulla linea Pavia–Cremona. Vi fermano i treni regionali Pavia–Codogno con cadenza ogni ora.
Inoltre è servito da linee di autobus extraurbane operate da STAR Mobility, tuttavia le più frequenti sono per e da Milano:
e061: Milano M3 - Chignolo Po - Somaglia;
e013: per e da Lodi;
e004: scolastica per e da Codogno.

### Strade
Ad Orio Litta passano la ex S.S 234 Pavia-Cremona.
Nel vicino paese di Ospedaletto Lodigiano vi è un casello (Casalpusterlengo Ospedaletto Lodigiano) sulla Autostrada A1 "del Sole" Milano - Napoli; mentre a circa 20km a sud-ovest è presente il casello "Castel San Giovanni" posto sulla A21 "Autostrada dei Vini" Torino - Piacenza - Brescia.

## Amministrazione
Segue un elenco delle amministrazioni locali.
| Periodo        | Periodo        | Primo cittadino       | Partito | Carica  | Note |
| -------------- | -------------- | --------------------- | ------- | ------- | ---- |
| 1946           | 1956           | Filippo Pozzi         |         | Sindaco |      |
| 1956           | 1960           | Giuseppe Lodigiani    |         | Sindaco |      |
| 1960           | 1985           | Domenico Zinzalini    |         | Sindaco |      |
| 1985           | 1995           | Virginio Zanoni       |         | Sindaco |      |
| 1995           | 1999           | Paolino Abbà          |         | Sindaco |      |
| 1999           | 2009           | Francesco Ferrari     |         | Sindaco |      |
| 2009           | 26 maggio 2019 | Pierluigi Cappelletti |         | Sindaco |      |
| 26 maggio 2019 | in carica      | Francesco Ferrari     |         | Sindaco |      |